# Nana Sahib

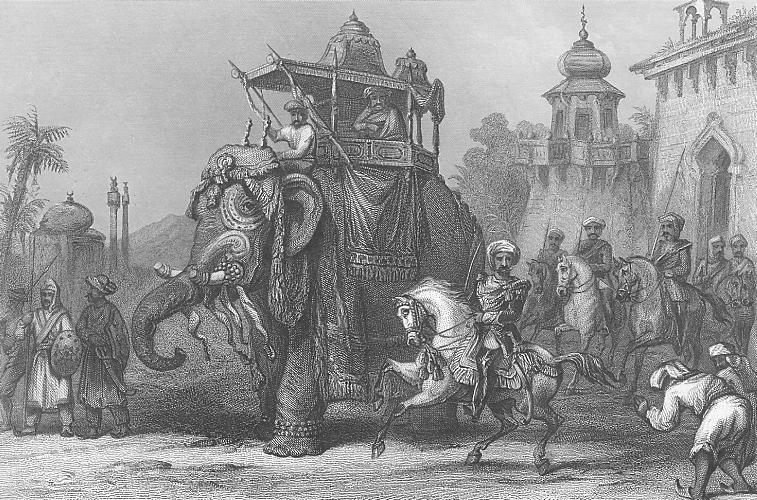
Nana Sahib mit seiner Eskorte

 Nana Sahib, auch Naina, Nena Sahib (geborener Dhondu Pant; * 1824; † nach 1857), war eine zentrale Figur des indischen Aufstands von 1857 (auch Sepoy-Aufstand genannt).

## Biografie
Nana Sahib war der Sohn eines Brahmanen im Dekkan und Adoptivsohn von Baji Rao II. (1775–1851), dem letzten Peshwa der Marathen. Im Jahr 1851 beendete die Britische Ostindien-Kompanie die Pensionszahlungen an ihn mit der Begründung, er sei ein Adoptivsohn. Tief verletzt sandte er einen Botschafter nach Großbritannien, um den Fall vor Gericht zu erörtern, ohne Erfolg. In diesem Prozess verlor er einen beträchtlichen Teil seines Vermögens, rettete aber genug, um in seiner Residenz Bithur, bei Cawnpore, wie ein Fürst zu leben.
Nach dem Ausbruch des Sepoy-Aufstands im Jahr 1857 übernahm er den Oberbefehl über die aufständischen Sepoy-Soldaten von Cawnpore. Sein Jugendfreund Tantya Tope führte einen Teil seiner Truppen an und setzte nach der Flucht von Nana Sahib einen Guerillakrieg gegen die Briten fort. Der größte militärische Erfolg von Nana Sahib ist die Eroberung von Kanpur, einer der britischen Garnisonstädte. Den belagerten Briten stellte er den ungehinderten Abzug in Aussicht: Sie sollten mit Booten entlang des Ganges ungehindert nach Allahabad abziehen können. Während der Besteigung der Boote wurde jedoch von indischen Truppen das Feuer auf die abziehenden Briten eröffnet. Nahezu alle überlebenden Männer wurde noch am Gangesufer hingerichtet. Etwa 125 britische Frauen und Kinder wurden nach Kanpur zurückgebracht, wo sie gemeinsam mit anderen britischen Flüchtlingen – ebenfalls überwiegend Frauen und Kinder – im Bibighar eingesperrt wurden. Kurz vor der Eroberung von Kanpur durch britische Truppen von Henry Havelock wurden diese wehrlosen Gefangenen abgeschlachtet.
Die direkte Beteiligung Nana Sahibs am Massaker am Gangesufer und an den Gefangenen des Bibighar ist nicht geklärt, aber aufgrund der Geschehnisse sehr wahrscheinlich. Er selbst floh nach Nepal, wo er wahrscheinlich auch gestorben ist.

## Gedenken
Zur Erinnerung der Opfer des Massakers errichteten die Briten in Kanpur den Nana Rao Park. Dieses Denkmal für die Opfer wurde nach der indischen Unabhängigkeit zerstört. Stattdessen stehen heute die Statuen der Anführer des Aufstandes: Tatya Tope, Rani Lakshmi Bai, Lala Lajpat Rai, Ajizan Bai und Nana Sahib.

### Wissenschaft
- H. Gaultier De Saint-Amand: Nana-Sahib: Épisodes Sanglants de l'Insurrection des Cipayes en 1857. Forgotten Books, Reprint 2017, ISBN 978-0-259-31274-1
- Brian Wallace: Nana Sahib in British Culture and Memory. Cambridge Univ. Press 2015 (englisch)
- [Harikrishna Devsare: Nana Saheb Peshwa. Immortal Fighter of 1857. Govt of India 2011, ISBN 978-81-230-1690-0]

### Romane
- Sir John Retcliffe: Nena Sahib oder: Die Empörung in Indien. Historisch-politischer Roman aus der Gegenwart von Sir John Retcliffe. Drei Bände, Carl Nöhring Verlag, Berlin 1865.
- Jules Verne: Das Dampfhaus (La maison à vapeur). Erstausgabe 1880 in zwei Bänden
- Rebecca Ryman: Wer Liebe verspricht und Wer Dornen sät. Romane, Fischer-Verlag 1990 und 1995.
- Christoph Erik Ganter: Die roten Lotosblüten. Rowohlt, Stuttgart 1941